# Calliandra laxa
Calliandra laxa är en ärtväxtart som först beskrevs av Carl Ludwig von Willdenow, och fick sitt nu gällande namn av George Bentham. Calliandra laxa ingår i släktet Calliandra och familjen ärtväxter.

## Underarter
Arten delas in i följande underarter:
- C. l. laxa
- C. l. stipulacea
- C. l. urimana